# Гюсюлю
Ціцернаванк, також відомий як Хюсюлю (азерб. Hüsülü, вірм. Ծիծեռնավանք) — село у Лачинському районі Азербайджану.

## Географія
Село розташоване переважно на правому березі річки Забухчай, за 22 км на південний захід від районного центру, міста Лачина та за 44 км на північ від міста Горіса. Ціцернаванк знаходиться між селами Мелікашен та Тандзут. В селі розташований однойменний монастир IV століття, який є одним з найстаріших християнських храмів Церква Кавказької Албанії та одним з найпопулярніших туристичних об'єктів в Лачинському районі.

## Історія
З 1992 по 2020 рік – у складі Кашатазького району так званої Нагірно-Карабаської Республіки. 1 грудня 2020 в ході Другої карабаської війни село зайняте Збройними силами Азербайджану.